# Tablas de MAOL
Las tablas de MAOL, o la colección de fórmulas de MAOL, es un libro de referencia (colección de fórmulas) publicado por la Asociación de Profesores de Materias Matemáticas MAOL ac (abreviatura MAOL) (en finés: Matemaattisten Aineiden Opettajien Liitto MAOL ry). Es publicado por Otava como ayuda de estudio para matemáticas, física y química de secundaria superior. El libro de referencia contiene una lista de notas y símbolos matemáticos, una extensa colección de fórmulas y varias tablas numéricas. La Junta de Examen de Bachillerato ha aprobado el libro de referencia y ha dado permiso para usarlo en el examen de estudiantes.
El color de la portada de las tablas MAOL cambia después de la publicación. El color del frente ha sido, por ejemplo, amarillo, verde y azul.
La portada del último libro es roja. La portada del libro anterior era gris. Estas ediciones siguen siendo válidas para la graduación, pero las ediciones anteriores ya no son válidas.
Las ediciones físicas de las tablas de MAOL solo se pueden usar para el examen de matriculación hasta finales de 2020, después de lo cual solo se puede usar la edición digital para el examen.

## Literatura
- Jooseppi, Järvinen et al. (2019).  Otava, ed. MAOL-taulukot (en finés). Helsinki: Otava. ISBN 978-951-1-34438-4. Resumen divulgativo (sitio web de publicación).
- Jooseppi, Järvinen et al. (2019).  Otava, ed. MAOLs tabeller (en sueco). Helsinki: Otava. ISBN 978-951-1-36085-8. Resumen divulgativo (sitio web de publicación).